# Agathe Uwilingiyimana
Agathe Uwilingiyimana là một nhân vật chính trị của Rwanda. Cô giữ chức Thủ tướng Rwanda từ ngày 18 tháng 7 năm 1993 cho đến khi bị ám sát vào ngày 7 tháng 4 năm 1994, trong giai đoạn mở đầu cuộc diệt chủng Rwanda. Cô là nữ thủ tướng đầu tiên và cho đến nay của Rwanda.

## Niên thiếu
Agedit Uwilingiyimana sinh ngày 23 tháng 5 năm 1953 tại làng Nyaruhengeri ở phía nam Rwandan, tỉnh Butare,  140   km về phía đông nam của thủ đô Kigali của Rwandan. Cô đã cùng cha mẹ làm nông dân  đến Congo của Bỉ để tìm việc làm, nhưng họ đã quay trở lại Butare vào năm 1957. Cô là một thành viên của dân tộc Hutu chiếm phần lớn dân số Rwanda.
Sau khi thành công trong kỳ thi chủng tộc cô được giáo dục tại trường trung học Notre Dame des Cîteaux và lấy chứng chỉ giảng dạy nhân văn năm 1973. Cô tiếp tục học cao học về toán và hóa học, sau đó cô trở thành giáo viên tại Butare năm 1976. Đến năm 1983 giảng dạy hóa học tại Đại học Quốc gia Rwanda ở Butare. Cô đã nhận được bằng cử nhân vào năm 1985, và dạy hóa học trong bốn năm tại các trường học ở Butare. Cô đã nhận được những lời chỉ trích từ các đối thủ cổ hủ truyền thống vì đã thúc đẩy toán học và nghiên cứu khoa học giữa các sinh viên nữ.
Uwilingiyimana kết hôn với một người bạn cùng lớp thời trung học, Ignace Barahira, năm 1976; cô giữ tên thời con gái của mình. Cô đã có đứa con đầu lòng trong năm đứa trẻ vào năm sau đó.

## Được bổ nhiệm Thủ tướng
Năm 1986, cô đã thành lập một Hiệp hội Hợp tác Tín dụng và Tín dụng trong số các nhân viên của trường học Butare, và vai trò cao cấp của cô trong tổ chức tự lực đã khiến cô được chính quyền Kigali chú ý, người muốn bổ nhiệm những người ra quyết định từ những người bất mãn phía nam của đất nước. Năm 1989, cô trở thành Bộ trưởng của Bộ Thương mại.
Cô gia nhập Phong trào Dân chủ Cộng hòa (MDR), là một đảng đối lập vào năm 1992, và tháng Tư được bổ nhiệm làm Bộ trưởng Giáo dục bởi Dismas Nsengiyaremye,  thủ tướng đối lập đầu tiên theo kế hoạch chia sẻ quyền lực giữa Tổng thống Juvénal Habyarimana và năm các đảng đối lập lớn. Khi Bộ trưởng giáo dục Uwilingiyamana bãi bỏ hệ thống hạn ngạch học thuật dân tộc, trao giải thưởng cho các trường công lập và học bổng bằng cách xếp hạng bằng khen mở. Điều này xảy ra vào giữa cuộc Nội chiến Rwandan năm 1990, và đã khiến cho cô là nạn nhân của sự thù hằn của những kẻ cực đoan người Hutu, vì hệ thống hạn ngạch đã ủng hộ Hutus.
Vào ngày 17 tháng 7 năm 1993, sau cuộc gặp giữa Tổng thống Habyarimana và tất cả năm đảng, Uwilingiyimana trở thành thủ tướng của Rwanda, thay thế Nsengiyaremye. Việc Điều hành chính trị ở đất nước này dẫn đến vị trí thủ tướng của bà không có sự hỗ trợ nào từ các cấp bậc và hồ sơ của MDR.    Bữa tiệc được phân chia giữa những người ôn hòa và cực đoan, và cô ấy là một người ôn hòa. Nsengiyaremye    và MDR triệu tập một đại hội bất thường trong Kabusunzu từ ngày 23-24 tháng bảy, trong đó đường lối cứng rắn đã cô từ chức khỏi đảng,  cùng với Chủ tịch MDR, Faustin Twagiramungu. 
Uwilingiyimana đã từ chức chỉ một thời gian ngắn vì thiếu các sự hỗ trợ cho mình, nhưng một nhóm các nhân cách nổi bật, bao gồm Twagiramungu và Théoneste Bagosora, đã bác bỏ đơn xin từ chức của cô. Do đó MDR được chia thành hai phe, mỗi phe tự xưng là MDR thực sự. Tại một cuộc họp ở Kigali, Habyarimana đã nói về việc cô ấy kiên trì là "Nguơi, người phụ nữ kia!", Cô ấy trả lời "Đừng nói chuyện với tôi như thế. Tôi không phải là vợ của ông!" 

## Hiệp định Arusha
Chính phủ Uwilingiyimana của Habyarimana đã có một nhiệm vụ khó khăn là hoàn thành việc hòa giải thành công Hiệp định Arusha với Mặt trận Yêu nước Rwandese (RPF), phong trào du kích Tutsi. Một thỏa thuận giữa Habyarimana, năm đảng đối lập (được dẫn dắt bởi Uwilingiyimana) và RPF, cuối cùng đã đạt được vào ngày 4 tháng 8 năm 1993. Theo Hiệp định Arusha, MRND cầm quyền của Habyarimana sẽ nắm quyền tổng thống chuyển tiếp, và Thủ tướng sẽ là Faustin Twagiramungu từ MDR.

## Hoạt động Thủ tướng
Tổng thống Habyarimana chính thức miễn nhiệm bà làm thủ tướng vào ngày 4 tháng 8 năm 1993,  mười tám ngày sau khi được bổ nhiệm vào văn phòng, nhưng cô đã duy trì khả năng hoạt động trong 8 tháng, cho đến khi cô ấy qua đời vào tháng 4 năm 1994. và đảng cầm quyền của Tổng thống Habyrimana, tổ chức một cuộc họp báo vào tháng 1 năm 1994 khi xảy ra cuộc tấn công Uwilingiyimana vì bị cho là một "kẻ lừa đảo chính trị".  
Việc tuyên thệ trong Chính phủ chuyển tiếp rộng rãi (BBTG), đã diễn ra vào ngày 25 tháng 3 năm 1994. Vào thời điểm đó, Uwilingiyimana đã từ bỏ việc ủng hộ Faustin Twagiramungu,  được bảo đảm thấp hơn -trình độ của bộ trưởng trong chính phủ mới.    Tuy nhiên, RPF đã không xuất hiện tại buổi lễ, hoãn việc thành lập chế độ mới. Cô đã đạt được thỏa thuận với họ rằng chính phủ mới sẽ tuyên thệ vào ngày hôm sau.

## Ám sát
Cuộc Hội đàm giữa Tổng thống Habyarimana, Uwilingiyimana và Mặt trận Yêu nước Rwandan không bao giờ được tháo gỡ cuối cùng, và máy bay của tổng thống đã bị tên lửa bắn rơi vào khoảng 8:30 tối ngày 6 tháng 4 năm 1994. Từ cái chết của Habyarimana cho đến khi cô bị ám sát vào sáng hôm sau (khoảng 14 giờ), Thủ tướng Uwilingiyimana là người đứng đầu hiến pháp của chính phủ nước này.

 Trong một cuộc phỏng vấn với Đài phát thanh Pháp vào đêm ám sát Tổng thống Habyarimana,  Uwilingiyimana nói rằng sẽ có một cuộc điều tra ngay lập tức.    Cô ấy nói nhà cô ấy đang bị bao vây, và đưa ra những lời ghi âm cuối cùng của cô ấy: 
 Có vụ nổ súng, mọi người đang bị khủng bố, mọi người đang ở trong nhà nằm trên sàn nhà. Chúng tôi đang chịu hậu quả của cái chết của nguyên thủ quốc gia nước này. Chúng tôi, thường dân, không có cách nào chịu trách nhiệm cho cái chết của nguyên thủ quốc gia của chúng tôi. 
 Lực lượng gìn giữ hòa bình Liên Hợp Quốc đã cử một đội hộ tống gồm mười nhân viên gìn giữ hòa bình của Bỉ đến nhà cô trước 3 giờ sáng hôm sau; họ dự định đưa cô đến Đài phát thanh Rwanda, từ nơi cô dự định thực hiện một chương trình phát sóng vào sáng bình minh kêu gọi sự bình tĩnh của quốc gia. Nhà của Uwilingiyimana được bảo vệ thêm bởi năm quân đội Liên Hợp Quốc Ghana, những người đóng quân bên ngoài. Bên trong ngôi nhà, gia đình được bảo vệ bởi bảo vệ của tổng thống Rwandan, nhưng từ 6:55 đến 7:15 sáng, bảo vệ tổng thống đã bao vây quân đội Liên Hợp Quốc và bảo họ nằm xuống. Cuối cùng, những người đội mũ nồi xanh đã tuân thủ, giao nộp vũ khí của họ ngay trước 9 giờ sáng.
Nhìn thấy sự không an toàn bên ngoài nhà của mình, Uwilingiyimana và gia đình cô đã lánh nạn trong khu tình nguyện của Liên Hợp Quốc Kigali vào khoảng 8 giờ sáng. Các nhân chứng cho cuộc điều tra về các hành động của Liên Hợp Quốc nói rằng binh lính Rumani đã vào khu tập thể lúc 10 giờ sáng và tìm kiếm Uwilingiyimana. Lo sợ cho cuộc sống của những đứa con của mình, Uwilingiyimana và chồng đã chống trả. Người bảo vệ của Tổng thống đã giết cả hai vào sáng ngày 7 tháng 4 năm 1994;    Uwilingiyimana đã bị bắn thẳng vào đầu và cơ thể cô được tìm thấy trần truồng với một chai bia nhét vào âm đạo. Con cái của cô đã trốn thoát và cuối cùng phải lánh nạn ở Thụy Sĩ. Trong cuốn sách của mình, Me Against My Brother, Scott Peterson viết rằng quân đội Liên Hợp Quốc được phái đến để bảo vệ Uwilingiyimana đã bị thiến, bịt miệng với bộ phận sinh dục của chính họ, và sau đó bị sát hại. Tuy nhiên, trang 44 và 45 của UNKIBAT-01 Tab 241 trong Hồ sơ vụ án truy tố của Toà án hình sự quốc tế cho Rwanda, nói rõ: "Mặc dù các thi thể có dấu hiệu chiến đấu, một số có vết thương do súng trường nhưng một số dấu hiệu về việc bị tấn công bằng dao rựa hoặc vết đạn, không có dấu vết của những vụ giết người tàn bạo (mắt bị cắt ra, mũi hoặc các cơ quan khác bị cắt) như được mô tả không chính xác trong một số bài báo ".
Trong cuốn sách Shake Hands with the Devil, chỉ huy của Liên Hợp Quốc Roméo Dallaire viết rằng Uwilingiyimana và chồng đã đầu hàng để cứu con cái họ, những người ở ẩn trong khu nhà ở liền kề cho nhân viên của Chương trình Phát triển Liên Hợp Quốc. Những đứa trẻ sống sót và được thuyền trưởng Mbaye Diagne, một nhà quan sát quân sự UNAMIR đón, người đã đưa chúng vào Hôtel des Mille Collines. Cuối cùng họ được tái định cư ở Thụy Sĩ.
Thiếu tá Bernard Ntuyahaga đã bị Toà án Hình sự Quốc tế cho Rwanda (ICTR) truy tố về tội giết Uwilingiyimana và lực lượng gìn giữ hòa bình Liên Hợp Quốc, nhưng các cáo buộc đã được bãi bỏ sau đó. Cuối cùng anh ta đã bị kết án giết những người gìn giữ hòa bình. Vào ngày 18 tháng 12 năm 2008, ICTR đã phát hiện Đại tá Théoneste Bagosora phạm tội diệt chủng, tội ác chống lại loài người và tội ác chiến tranh và kết án tù chung thân, một phần do liên quan đến vụ giết Uwilingiyimana và những người bảo vệ hòa bình Bỉ.

## Di sản
Uwilingiyimana được biết đến với vai trò như một người tiên phong trong bảo vệ các quyền và giáo dục của phụ nữ ở Rwanda, và những nỗ lực của cô để tìm kiếm hòa giải cho sự khác biệt sắc tộc trong nước. Mặc dù quá trình cống hiến ngắn ngủi, nhưng sự nghiệp chính trị của cô đã để lại tiền lệ - là một trong số ít các nhân vật chính trị ở Châu Phi. Cô ấy cùng thời với Sylvie Kinigi, Thủ tướng Burundi. Để tưởng niệm cố Thủ tướng Rwandan, Diễn đàn dành cho các nhà giáo dục phụ nữ châu Phi (FAwe) đã thành lập Cuộc thi giải thưởng sáng tạo Agedit. Giải thưởng nhằm tài trợ cho các dự án giáo dục và tạo thu nhập nhằm cải thiện triển vọng của các cô gái châu Phi. Một trong những thành viên sáng lập của FAwe là Agedit Uwilingiyimana.
Uwilingiyimana đã được Jean Kambanda, một người cứng rắn của Hutu kế nhiệm làm thủ tướng của Chính phủ lâm thời.